# Barnoldswick (North Yorkshire)
Barnoldswick – przysiółek w Anglii, w North Yorkshire. Barnoldswick jest wspomniana w Domesday Book (1086) jako Bernulfesuuic.